# Phần mềm nguồn đóng
Phần mềm nguồn đóng là phần mềm mà mã nguồn không được công bố, thường được cung cấp dưới dạng mô đun chương trình viết bằng các ngôn ngữ lập trình phổ biến nhưng đã được biên dịch sang mã máy. Muốn sử dụng phần mềm nguồn đóng chỉ có một cách duy nhất là mua lại bản quyền sử dụng từ các nhà phân phối chính thức của hãng. Các hình thức tự do sao chép và sử dụng phần mềm nguồn đóng bị xem như là không hợp pháp. 
Thông thường phần mềm nguồn đóng thường là Phần mềm sở hữu độc quyền. Đóng (mã hóa) mã nguồn là một phương thức để bảo vệ bí mật của các Phần mềm sở hữu độc quyền.

## Ví dụ
- Microsoft Word
- Google Earth
- Ios (Hệ điều hành di động của apple)
- Microsoft Windows (Hệ điều hành của Microsoft)

....